# 五邊形六邊形五角十二面七十四面體

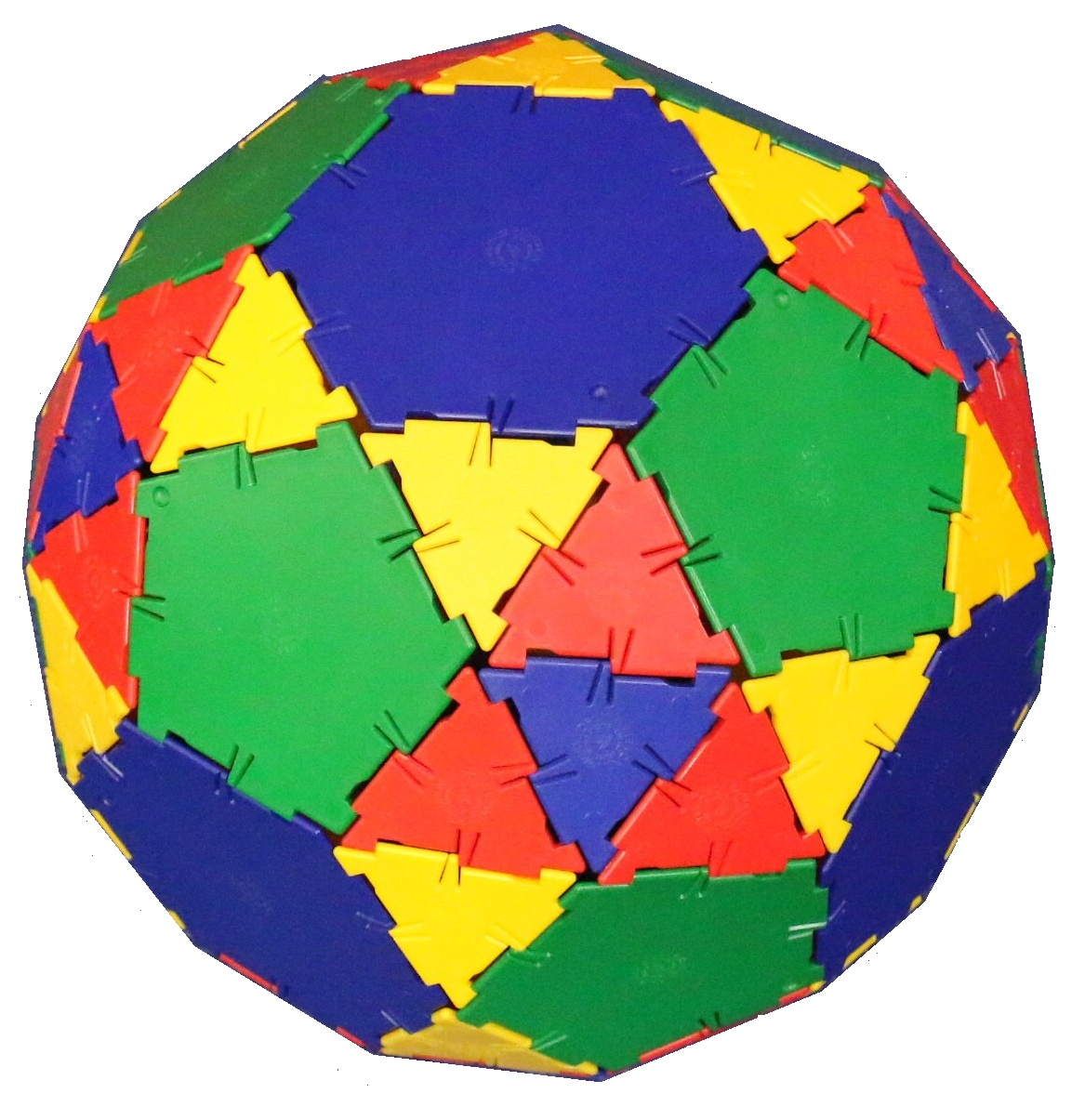
使用全部都是正多邊形的拼片仍可拼出一個五邊形六邊形五角十二面七十四面體的模型，但面與面之間將會出現物理上可以忽略的微小空隙

五邊形六邊形五角十二面七十四面體（pentahexagonal pyritoheptacontatetrahedron）是一種具有五角十二面體群對稱性的擬詹森多面體，其組成面有正六邊形、正五邊形和三角形，共有74個面，由梅森·格林（Mason Green）於2006年發現。梅森將之稱為六邊形擴張扭稜十二面體（hexagonally expanded snubbed dodecahedron）。
由正五邊形與正六邊形組成的五邊形六邊形五角十二面七十四面體是一種對稱多面體。此時的三角形不是正三角形，其在三角形-三角形稜上有約1.8%的壓縮。

## 性質
五邊形六邊形五角十二面七十四面體共由74個面、132條邊和60個頂點所組成。在其74個面中，有6個正六邊形、12個正五邊形和56個不等邊三角形，其中，這些三角形位於3個不同的對稱性位置。
組成五邊形六邊形五角十二面七十四面體的60個頂點可以分為三種，分別為兩種2個三角形、1個五邊形和1個六邊形的公共頂點，兩種頂點周圍之面排列順序不同，一種依三角形、三角形、五邊形和六邊形的順序排列（3.3.5.6），這種頂點有24個，另一種依三角形、五邊形、三角形和六邊形的順序排列（3.5.3.6），這種頂點有12個；以及4個三角形和1個五邊形的公共頂點（3.3.3.3.5），這種頂點有24個。最後那種頂點布局方式與扭棱十二面体相共用。

## 擬詹森多面體
儘管五邊形六邊形五角十二面七十四面體無法以所有面都是正多邊形面的形式存在，但若將其不等邊三角形換成正三角形時仍可拼成一個多面體，但會存在十分微小的空隙，在物理上幾乎可以忽略類似於拼圖悖論，因此此多面體也可以被歸類為擬詹森多面體。

## 對偶多面體
根據對偶多面體的定義，多面體的對偶多面體之面將會是原始多面體的頂點圖、對偶多面體的頂點圖則對應到原像的面，因此五邊形六邊形五角十二面七十四面體的對偶多面體有12個鷂形面（對應3.5.3.6頂點）、24個梯形面（對應3.3.5.6頂點）和24個五邊形面（對應3.3.3.3.5頂點），共有60個面、132條邊和74個頂點。

五邊形六邊形五角十二面七十四面體的對偶多面體，頂點的顏色對應原始多面體的面
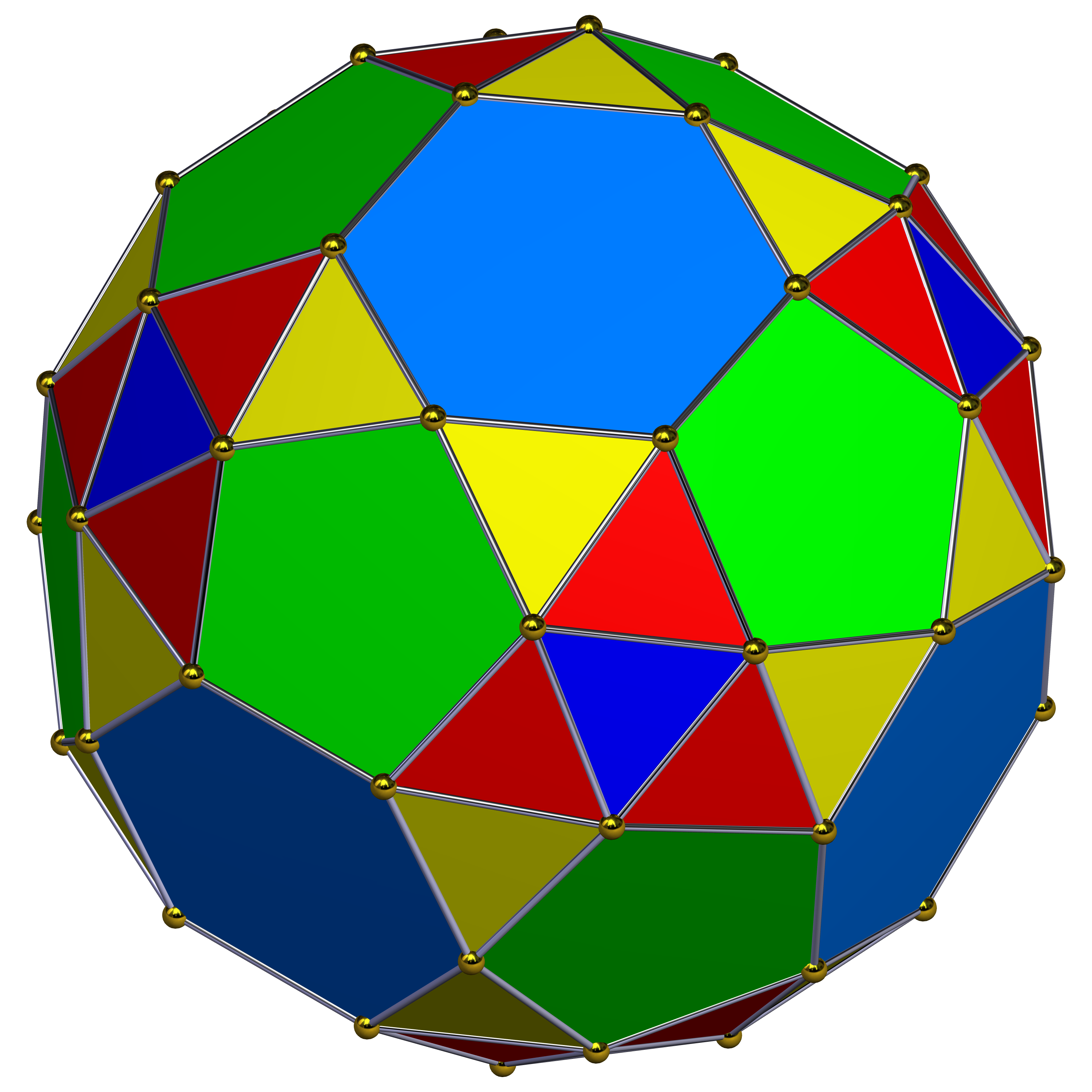
與之對應的五邊形六邊形五角十二面七十四面體